# محطة ليدبيتر
محطة ليد بيتر هي أحدى محطات السكك الحديدية في دالاس، تكساس. تقع بالقرب من تقاطع طريق لانكستر( اس اتش 342 ) و ليدبيتر درايف في حي أوك كليف. يخدم كلية بول كوين. تم افتتاحه في 31 أيار1997، وكان بمثابة المحطة الجنوبية للخط الأزرق حتى تم افتتاح محطة يو ان تي في دالاس في 24 تشرين الأول 2016.

## روابط خارجية
- دارت - محطة ليدبيتر